# Transports Bordeaux Métropole
Le réseau Transports Bordeaux Métropole, également connu sous le sigle TBM, est le nom du réseau de transport en commun desservant Bordeaux Métropole.
Le 18 avril 2016, le réseau Tram et bus de la Cub (TBC) a changé officiellement de nom pour devenir Transports Bordeaux Métropole (TBM), choix validé selon une délibération du conseil de Bordeaux Métropole du 29 mai 2015,. Ce choix est justifié par le changement de nom de l'intercommunalité (de communauté urbaine de Bordeaux (CUB) vers Bordeaux Métropole), rendant l'ancien nom obsolète. Une refonte de l'identité visuelle du réseau sera progressivement déployée pour accompagner ce changement de nom sur les différents supports (tickets, fiches horaires, agences, site internet, signalétique aux arrêts…) et la livrée des autobus. Jusqu'à septembre 2016, 500 bus et 130 tramways ont été équipés du nouveau logo, la livrée TBC disparaissant des derniers véhicules mi-2018, sauf sur les véhicules anciens comme les Agora L et les GX 217 GNV, qui ont conservé leur livrée TBC, mais avec les logos TBM.
La marque TBC avait remplacé la CGFTE le 3 juillet 2004 après l'ouverture complète de la dernière des trois lignes de tramway et la réorganisation partielle du réseau.

## Historique
Jusqu'en 1765, la majorité des habitants de Bordeaux se déplaçaient à pied, l'utilisation des chevaux, calèche ou chaise à porteurs devait recevoir une autorisation royale. Une autorisation royale permet alors à Vital Muret de créer un service de louage de carrosse dans Bordeaux et sa banlieue au prix de 15 sols le trajet. C'est un échec commercial. Le flambeau est alors repris par M. du Hautoir qui obtient une concession pour 29 ans, le succès est au rendez-vous. En 1781, la municipalité autorise la libre concurrence, M. du Hautoir doit laisser la place à plusieurs sociétés.

### Omnibus et premier tramway (1830-1872)

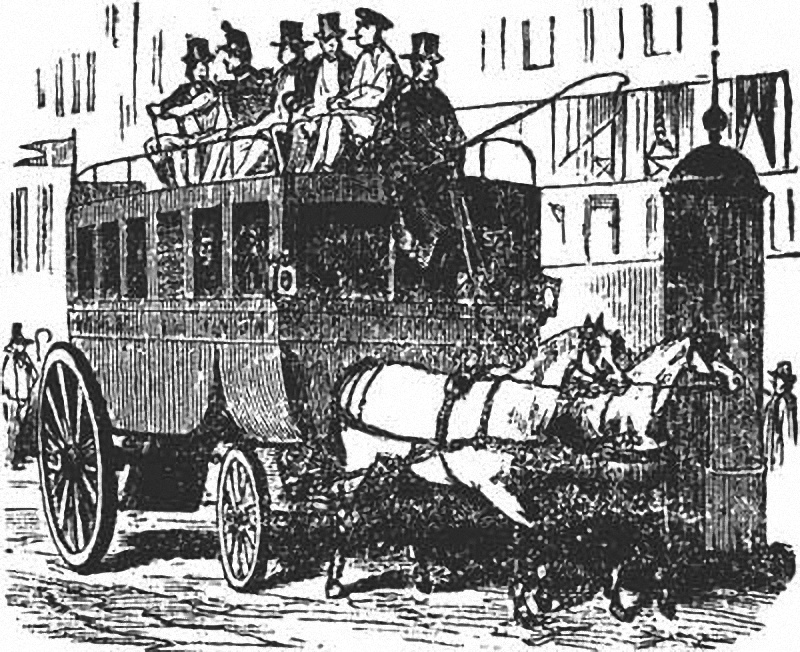
Omnibus à impériale par David W. Bartlett.

En 1830, l'omnibus se substitue aux carrosses. Il s'agit en général d'un fiacre tiré par deux chevaux permettant de transporter une dizaine de clients. Ultérieurement l'omnibus sera doté d'une impériale, c'est-à-dire un étage à ciel ouvert. On accède à celle-ci par un escalier en colimaçon. Plusieurs sociétés se partagent le marché bordelais. Mais à partir de 1838, l'ouverture d'une ligne est soumise à l'accord de la municipalité.
Bordeaux décide en 1859 de réunir les sociétés d'omnibus de la ville, le financier bordelais Pierre Debans sera un des associés à la création de la Compagnie générale des omnibus de Bordeaux en 1860 et en devient administrateur,.
La faible vitesse est le point faible de l'omnibus. En 1872, il est alors décidé d'importer en France un mode de transport new-yorkais : le « chemin de fer à traction de chevaux dit américain ». C'est le premier tramway, un omnibus mis sur des rails, ce qui lui permet de circuler plus vite.

### Premières lignes de tramway (1880-1897)
La première ligne de tramway de Bordeaux, avec des voitures à l'époque tractées par des chevaux, remonte au 4 mai 1880 avec son inauguration par Albert Brandenburg, le maire de l'époque. En 1891, la ville comporte 8 lignes de tram pour une longueur de 39 kilomètres.

### La révolution électrique

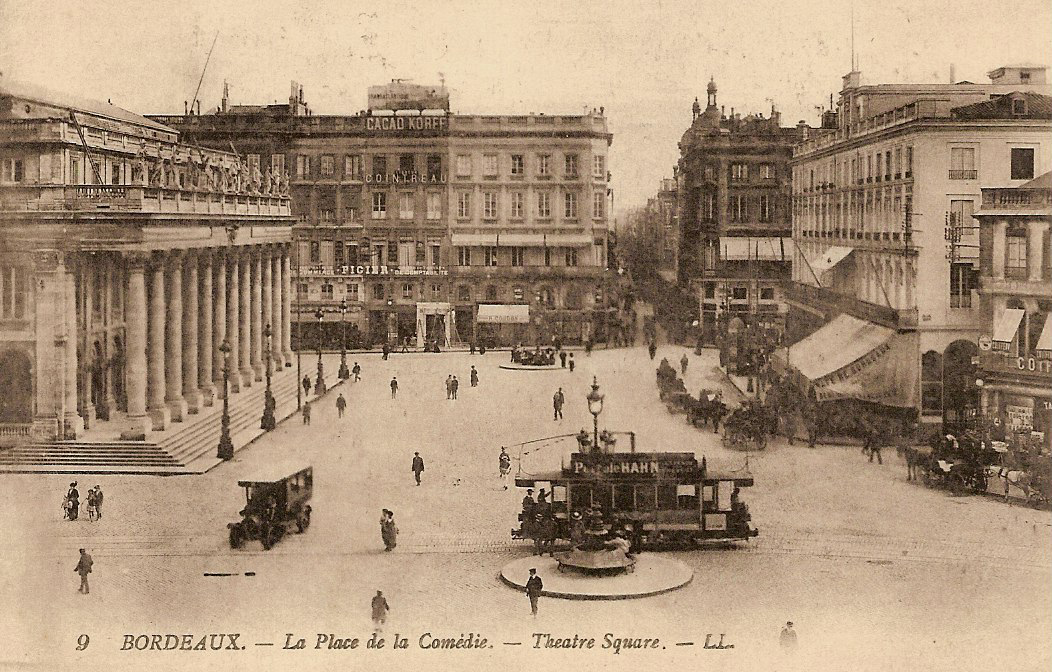
Tramway électrique place de la Comédie dans les années 1900.

En 1897 une déclaration municipale sous le mandat du maire Camille Cousteau est adoptée pour substituer la traction électrique à la traction animale. En 1898 la compagnie Française des Tramways Électriques et Omnibus de Bordeaux (TEOB) est créée. Camille Cousteau inaugurera en février 1900 la première ligne de tramway électrique.
En 1946, le réseau de transport en commun de Bordeaux compte 38 lignes de tramway d'une longueur totale de 200 km, qui véhiculent 160 000 voyageurs par jour. Un système rudimentaire d'alimentation par le sol fonctionne sur certains tronçons avec un succès mitigé. Comme dans les autres villes de France à l'époque, la municipalité, dont le maire était Jacques Chaban-Delmas de 1947 à 1995, décide de mettre fin à l'exploitation du tramway à l'image désuète par rapport à l'autobus et dont l'emprise au sol gêne le flot croissant des automobiles. Les lignes sont fermées les unes après les autres. En 1958 la dernière ligne de tramway est arrêtée.
En 1983, un système de « bus à la carte » est expérimenté à Artigues, Lormont et Mérignac. Il s'agit d'un transport à la demande avec appel du véhicule grâce à des cartes magnétiques qui peuvent être insérées dans des bornes présentes aux arrêts.

### Les années 2000

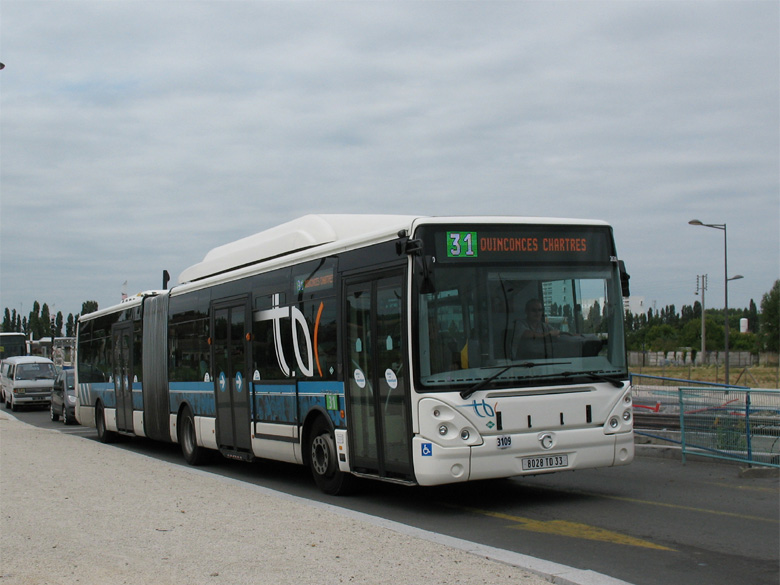
Ancienne livrée TBC.

Le réseau TBC était géré de 2001 à 2008 par la filiale transport de Veolia Environnement, Veolia Transport (ex-Connex), qui était liée à la CUB par un contrat de délégation de service public de 8 ans.
En 2008, après plusieurs mois de discussion, le contrat de délégation de service public est remporté par Keolis battant ainsi Veolia Transport qui perd son plus gros réseau urbain de France. L'exploitation du réseau par Keolis était prévue pour commencer le 1er janvier 2009. Le contrat de Veolia Transport a été prolongé pour des raisons juridiques. Le 1er mai 2009, Keolis a pris les rênes du réseau de transport en commun de la CUB avec sa nouvelle filiale, Keolis Bordeaux, jusqu'au 1er mai 2014. En octobre 2014, la CUB à reconduit Keolis jusqu'en 2022.
À l'occasion de cette reprise, le 22 février 2010, Keolis Bordeaux et la Communauté urbaine de Bordeaux ont restructuré le réseau. Le service de bus est mis au même niveau que le tramway afin d'améliorer la desserte du réseau de bus et de désengorger le tramway. La mise en place de l'intermodalité, qui multiplie les possibilités de connexions entre modes de transports différents, est également un élément clé de cette restructuration. Le coût des travaux liés à la mise en place de ce nouveau réseau est estimé à 2 millions d'euros.

### Les années 2010
Depuis le 2 mai 2013, TBM propose une navette fluviale, le BAT3.
À la fin des années 2010, en raison de la saturation du réseau, l'idée de réexaminer la création d'un métro à Bordeaux est débattue.
Le 17 décembre 2016, l'extension de la ligne  vers les gares de Bruges et de Blanquefort met en place une connexion directe avec le TER Aquitaine du Médoc.
À partir de 2017, la billettique évolue avec la mise en place de nouveaux valideurs (par Thales), des tickets sans contact en 2018 et le remplacement des cartes « TBC » en cartes « TBM » en 2019.
En 2018, l'intégralité du réseau est accessible aux PMR.
L'extension du tramway se poursuit avec la création de la ligne  livrée en décembre 2019.
Elle atteint Eysines en février 2020.
La ligne  dessert à présent l'aéroport de Bordeaux-Mérignac depuis le 29 avril 2023.

### Les années 2020
Le lundi 29 août 2022, la métropole de Bordeaux a annoncé qu'une étude allait être lancée afin de déterminer l’intérêt et la rentabilité d’un métro, avec un résultat attendu courant 2023.

### Identité visuelle

Logo de l'ancien réseau TBC
Logo du réseau TBM d'avril 2016 à septembre 2023
Logo actuel du réseau TBM depuis septembre 2023

## Le réseau
Le réseau doit sa structure actuelle à la restructuration effectuée le 22 février 2010 à la suite du changement de délégataire au profit de Keolis Bordeaux et son nom actuel au changement de nom effectué en avril 2016 quand le nom TBC a été abandonné au profit de TBM.
En 2020, le réseau est composé de quatre lignes de tramway, 81 lignes de bus, une zone de transport à la demande et un service de navette fluviale.
Le 4 septembre 2023, une refonte totale du réseau a eu lieu, avec 73 lignes de bus, dont 12 lianes, des lignes directes (de 51 à 55) des lignes locales, principales, des lignes de nuit (Flex'Night N1 à N7 et Tbnight) des Flex' de jour (Flex'Gares, Flex'Aero, Flex'Artigues). Le 1er juin 2024, la première ligne de bus express est inaugurée.
À cela s'ajoutent le service de vélo en libre-service « Le Vélo » (ex-VCUB) et 28 parc relais.

### Tramway
Les quatre lignes de tramway circulent de 5 h 30 à 1 h et jusqu'à 2 h du jeudi au samedi.
| Ligne | Parcours                                                                                      | Longueur [km] | Stations |
| ----- | --------------------------------------------------------------------------------------------- | ------------- | -------- |
| (A)   | Mérignac Aéroport / Le Haillan Rostand ↔ La Gardette Bassens Carbon-Blanc / Floirac Dravemont | 24,2          | 46       |
| (B)   | Berges de la Garonne ↔ Pessac France Alouette / Pessac Centre                                 | 19,5          | 37       |
| (C)   | Parc des Expositions / Gare de Blanquefort ↔ Villenave Pyrénées                               | 19,4          | 35       |
| (D)   | Eysines Cantinolle ↔ Bordeaux Carle Vernet                                                    | 14            | 24       |

### Bus

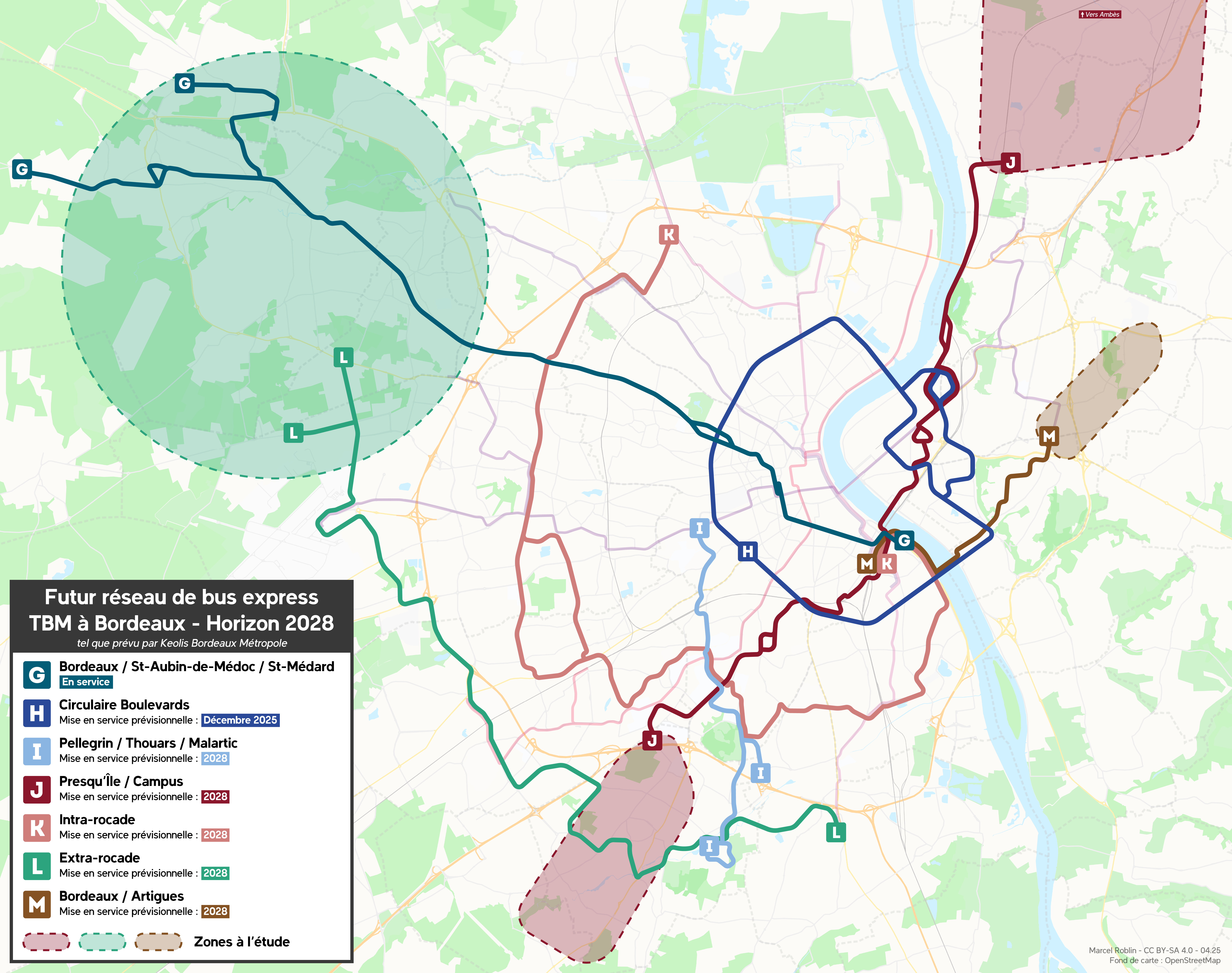
Plan des lignes de bus express prévues d'ici 2028.

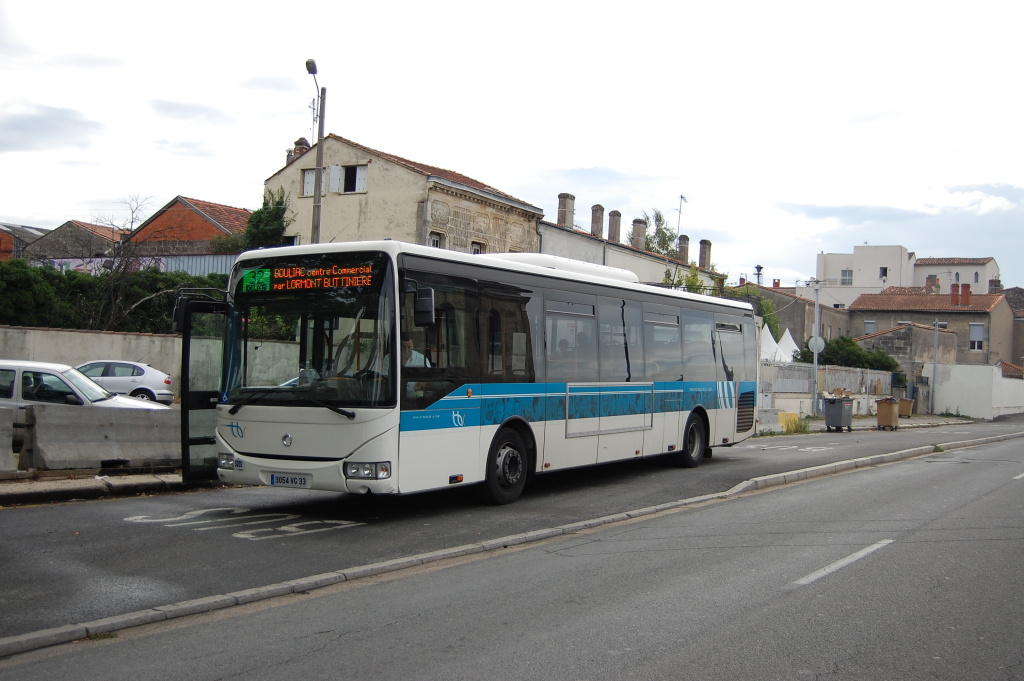
Certaines lignes du réseau sont sous-traitées, comme la Ligne.

Les 73 lignes de bus sont réparties en :
- 1 ligne « Bus Express » favorisant une fréquence de 6 à 8 min hors antennes en semaine avec une amplitude de circulation allant jusqu'à minuit/1h.
- 12 lignes à niveau élevé de service nommées « Lianes » : Lignes à niveau élevé de service, assurant un passage toutes les 6 à 12 min en heures de pointe et circulant jusqu’à minuit/1h, toute l’année.
- 9 lignes « Principales » : Lignes circulant jusqu’à 23h, 7 jours sur 7.
- 6 lignes « Directe » :  Lignes avec des tracés directs qui ne desservent que les principaux arrêts pour vous faire gagner du temps.
- 33 lignes « Locales » : Lignes avec une desserte fine des quartiers.
- 50 lignes « ScoDi », dédiées à la desserte des collèges et lycées, réservées aux élèves.
- 11 lignes « Flex' » de transport à la demande dont quatre de jour et sept de soirée
- 1 Ligne nocturne « TBNight » desservant le domaine universitaire et les lieux de soirée communs entre 2h et 5h les jeudis soirs, vendredis soirs, samedis soirs et veilles de jour fériés.
- 2 navettes spéciales pour les événements au Stade Atlantique ou à Arkéa Arena
- 1 ligne relais par ligne de tram en cas de suspension du réseau tram (4 lignes au total).

### Expérimentation du RER Métropolitain
Depuis le 24 février 2020, les abonnés TBM ont la possibilité d'emprunter gratuitement la ligne 42 du réseau TER Nouvelle-Aquitaine au départ de Pessac-Centre ou de Bordeaux-Saint-Jean vers Parempuyre dans le but d'expérimenter le projet de RER Métropolitain. Le tronçon accessible aux abonnés TBM dessert 8 arrêts de 7 communes différentes : Pessac-Centre, Bordeaux-Saint-Jean, Mérignac-Arlac, Caudéran - Mérignac, Le Bouscat-Sainte-Germaine, Bruges, Blanquefort et Parempuyre.

### Mobibus
Mobibus est le nom du service de transport de personnes à mobilité réduite. La réservation se fait 7 jours sur 7, par téléphone ou par internet.

### Le Vélo
Le Vélo, anciennement appelé VCub, est un service de vélos en libre-service comprenant 170 stations (dont une centaine sur Bordeaux, et le reste dans le territoire de Bordeaux Métropole) avec un parc de 2 000 vélos (dont 1 000 électriques) et des places de stationnement dans une quarantaine d'abris, en particulier dans les Parcs-relais et dans les gares.

### Le Bato

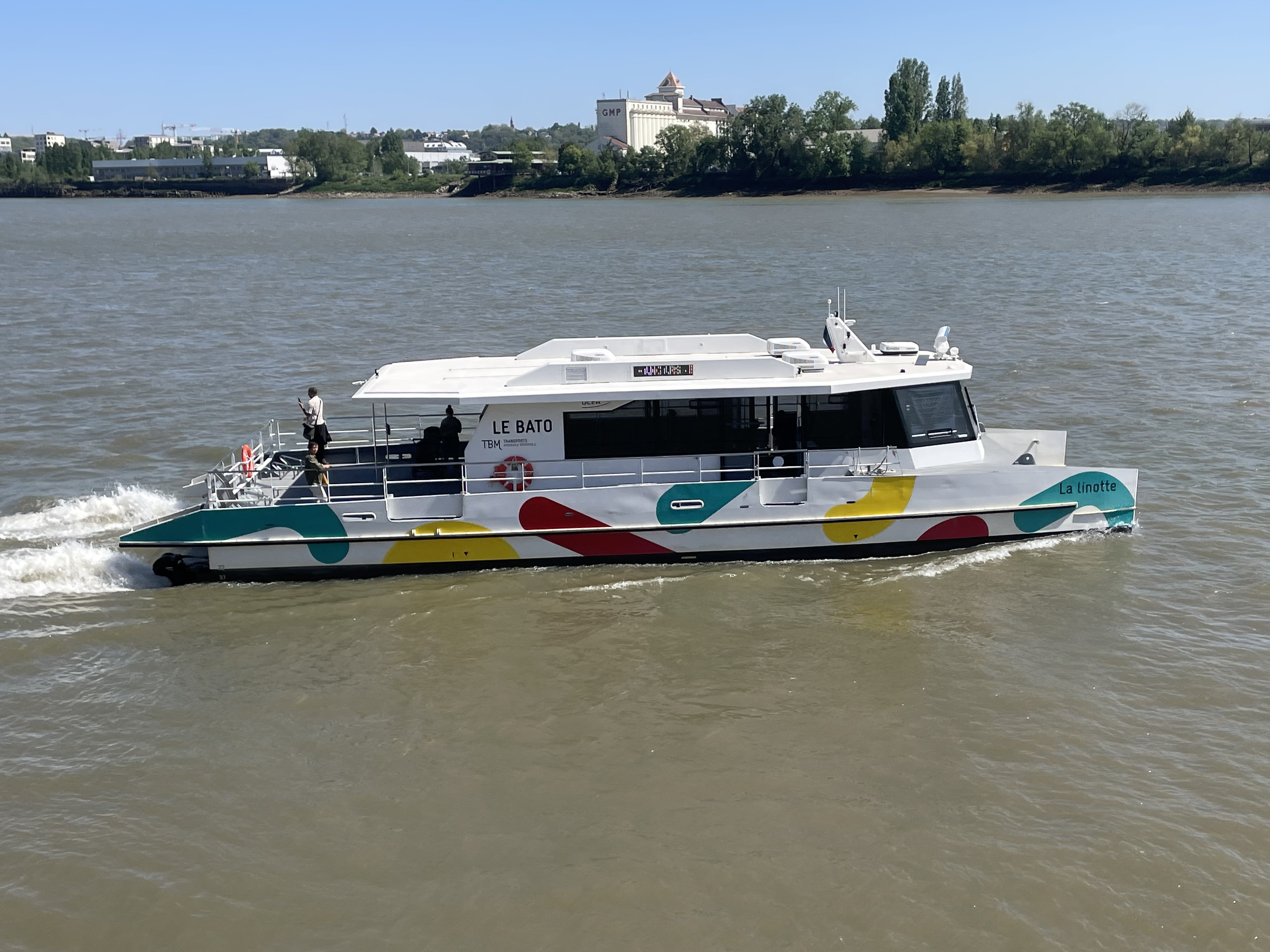
Le BATO sur la Garonne en 2025.

Depuis le 2 mai 2013, le réseau TBM propose une navette fluviale sur la Garonne, le BAT3 (initialement calligraphié BatCub, nom faisant référence à la CUB) afin de permettre aux usagers de se déplacer d'une rive à l'autre. À l'occasion de la refonte du réseau de 2023 il change de nom, devenant Le Bato. La desserte fluviale est alors organisée en trois lignes distinctes.
| Ligne | Caractéristiques | Caractéristiques                    | Caractéristiques                    | Caractéristiques                    | Caractéristiques                    | Caractéristiques                              | Caractéristiques                         | Caractéristiques                    | Caractéristiques                    |
| B3    | BAT3 | BAT3                                | BAT3                                | BAT3                                | BAT3                                | BAT3                                          | BAT3                                     | BAT3                                | BAT3                                |
| B3    | Bordeaux — Stalingrad ⥋ Lormont-Bas | Bordeaux — Stalingrad ⥋ Lormont-Bas | Bordeaux — Stalingrad ⥋ Lormont-Bas | Bordeaux — Stalingrad ⥋ Lormont-Bas | Bordeaux — Stalingrad ⥋ Lormont-Bas | Bordeaux — Stalingrad ⥋ Lormont-Bas           | Bordeaux — Stalingrad ⥋ Lormont-Bas      | Bordeaux — Stalingrad ⥋ Lormont-Bas | Bordeaux — Stalingrad ⥋ Lormont-Bas |
| ----- | --- | ----------------------------------- | ----------------------------------- | ----------------------------------- | ----------------------------------- | --------------------------------------------- | ---------------------------------------- | ----------------------------------- | ----------------------------------- |
| B3    | Ouverture / Fermeture 2 mai 2013 / — | Longueur —                          | Durée —                             | Nb. d’arrêts 5                      | Matériel 3                          | Jours de fonctionnement L, Ma, Me, J, V, S, D | Jour / Soir / Nuit / Fêtes O / N / N / O | Voy. / an 370 000 (2 023)           | Dépôt —                             |
| B3    | Desserte : - Villes et lieux : - Bordeaux (place Stalingrad, place des Quinconces, Hangars, Cours du Médoc, Cité du Vin) ; - Lormont (Lormont-Bas, quai Nuna Sensine). - Correspondances : - Stalingrad - Queyries : • 16 25 28 60 65 N7 ARENA • V3 - Quinconces - Jean Jaurès : • 2 N1 N2 N3 N4 N5 N6 N7 TBnight • V3 - Les Hangars : (Cours du Médoc) • 53 TBnight • V3 - Cité du Vin : • 7 25 27 53 TBnight STADE • V3 - Lormont-Bas - Artistide Briand : 7 31 53 60 61 • V3                    |                                     |                                     |                                     |                                     |                                               |                                          |                                     |                                     |
| B3    | Autre : - Amplitudes horaires : La ligne fonctionne du lundi au dimanche de 7h à 19h. - Particularités : - Exception du week-end et des jours fériés et selon les services, les bateaux peuvent soit effectuer la liaison entre les cinq haltes, soit fonctionner uniquement entre Stalingrad et Quinconces ou entre cette dernière et Lormont Bas en ne desservant qu'une seule halte intermédiaire (Les Hangars ou La Cité du Vin selon les services). Dernière mise à jour le 6 septembre 2024. |                                     |                                     |                                     |                                     |                                               |                                          |                                     |                                     |
| B3    | Dernière actualisation : — |                                     |                                     |                                     |                                     |                                               |                                          |                                     |                                     |

### Parc-relais
28 parc-relais sont situés en périphérie de la ville, tous, proche d'une ligne de tramway. Ils sont ouverts tous les jours, durant les horaires de circulation du tramway. Il est possible de laisser son véhicule pour continuer son trajet en transport en commun, pour un tarif fixe jusqu'à 5 personnes.
Il est interdit de laisser son véhicule la nuit dans un parc-relais, sinon, la sortie se fait contre paiement d'une amende.
Les abonnés TBM mensuels ou annuels disposent de ce service inclus dans le prix de leur abonnement.
L'objectif de ces structures est de désengorger le centre-ville des véhicules individuels, au profit des transports en commun.

### Journée du transport public
Depuis 2010, le réseau TBM participe chaque année à la journée du transport public. C'est l'un des moyens pour sensibiliser les habitants de Bordeaux Métropole aux transports en commun.

## Exploitation

### Matériel roulant

#### Keolis Bordeaux Métropole Mobilités
- Date de dernière mise à jour : 14 juin 2025.

| Modèles                                 | Numéros | MES sur le réseau                  | Affectations                                                       | Dépôts                            |
| --------------------------------------- | --- | ---------------------------------- | ------------------------------------------------------------------ | --------------------------------- |
| Rames                                   | |                                    |                                                                    |                                   |
| 12 Alstom Citadis 302                   | 2241 à 2246 et 2541 à 2546 | 2002, 2005                         | (T) · (A) · (B) · (C) · (D)                                        | La Bastide, Achard et La Jallère  |
| 118 Alstom Citadis 402                  | 1301 à 1326, 1827 à 1856, 2201 à 2232, 2301 à 2306, 2501 à 2520 et 2801 à 2804                                                                                       | 2002, 2003, 2005, 2008, 2013, 2018 | (T) · (A) · (B) · (C) · (D)                                        | La Bastide, Achard et La Jallère  |
| Standards (154)                         | |                                    |                                                                    |                                   |
| 25 Heuliez GX 327 GNV                   | 2551 à 2555 et 2701 à 2720 | 2006, 2007                         | 7 23 31 37 70                                                      | CEL                               |
| 9 Heuliez GX 327 EEV                    | 1001 à 1009 | 2011                               | 20 24 34 74 78 87                                                  | Lescure                           |
| 28 Heuliez GX 327 Hybride               | 1120 à 1144, 1147 et 1148 | 2012                               | 20 24 34 74 78 87                                                  | Lescure                           |
| 40 VDL Citéa LF-181                     | 2351 à 2390 | 2025                               |                                                                    | CEL                               |
| 92 MAN Lion's City A21 GNV              | 1501 à 1530, 1601 à 1635, 1701 à 1727 | 2016, 2017, 2018                   | 7 15 23 27 28 31 32 64 66 67 70                                    | CEL et Bastide-Niel               |
| Articulé (237)                          | |                                    |                                                                    |                                   |
| 58 Irisbus Citelis 18 GNV               | 2606, 2620 à 2624, 2627 à 2633, 2636, 2638 à 2640, 2642, 2644 à 2655, 2657 à 2659, 2661, 2664, 2666 à 2671, 2673 à 2676, 2679 & 2680, 2682, 2684 à 2688, 2691 à 2696 | 2006                               | 2 5 23 31 34 35 37 87 Formations conducteurs                       | CEL / Vaquier / Lescure (renfort) |
| 7Mercedes-Benz Citaro G C1 Facelift GNV | 2751 à 2755, 2757 & 2758 | 2008                               | 2 35                                                               | CEL                               |
| 43 Heuliez GX 427 €4/EEV                | 1051 à 1080 & 2851 à 2863 | 2008, 2011                         | 8 16 34 78 87                                                      | Lescure                           |
| 62 MAN Lion's City G GNV                | 1401 à 1425, 1861 à 1897 | 2015, 2019                         | 5 9 23 31 35 ARENA STADE                                           | CEL                               |
| 67 Iveco Bus Urbanway 18 GNV            | 2151 à 2184, 2311 à 2343 | 2022, 2023                         | G 1 5 35 ARENA STADE                                               | CEL                               |
| Midibus (23)                            | |                                    |                                                                    |                                   |
| 21 Heuliez GX 127                       | 2790 à 2798, 2891 et 2892, 1190 à 1199 | 2007, 2008, 2012                   | 55 73 74 86                                                        | Lescure                           |
| 2 Heuliez GX 137                        | 1598 & 1599 | 2016                               | 55 73 74 86                                                        | Lescure                           |
| Minibus (43)                            | |                                    |                                                                    |                                   |
| 2 Dietrich City 23                      | 1898 & 1899 | 2019                               | 81                                                                 | Citram Aquitaine (Loués)          |
| 6 Citroën Jumper                        | 1091 à 1096 | 2010                               | Mobibus                                                            | Allée des Pins                    |
| 11 Opel Movano                          | 1291 à 1299, 1330 et 1331 | 2013                               | Mobibus                                                            | Allée des Pins                    |
| 6 Renault Kangoo                        | 1450 à 1452, 3083, 3084 et 3121 |                                    | Mobibus                                                            | Allée des Pins                    |
| 5 Fiat Ducato                           | 1651 à 1655 | 2016                               | Mobibus                                                            | Allée des Pins                    |
| 8 Renault Master                        | 3063, 3071 à 3073, 3081, 3082, 3091 et 3092 |                                    | Mobibus                                                            | Allée des Pins                    |
| Véhicules de service (…)                | |                                    |                                                                    |                                   |
| Renault Kangoo II                       | |                                    | Véhicule utilisé par les contrôleurs et par la sécurité du réseau. |                                   |

#### Sous-traitants

##### Keolis Gironde / Cars de Bordeaux
- Date de dernière mise à jour : 28 avril 2025.

| Modèles                        | Numéros | Années     | Affectations                                         |
| ------------------------------ | --- | ---------- | ---------------------------------------------------- |
| Standards (118)                | |            |                                                      |
| 44 Heuliez GX 337              | 159112 à 159117, 159133 à 159137, 159140 à 159145, 169012 à 169017, 169020 à 169023, 169119 à 169126, 169136 à 169141, 169158 à 169160                                                                                             | 2015, 2016 | 22 29 30 33 39 52 53 60 61 71 72 79                  |
| 63 Mercedes-Benz Citaro C2 HYB | 239012 à 239016, 239020 à 239026, 239033 à 239040, 239048 & 239049, 239056 à 239058, 239083 à 239087, 239091 à 239094, 239104 à 239106, 239115 à 239125, 249013, 249026, 249028 & 249029, 249031 à 249033, 249041 à 249048, 249054 | 2023, 2024 | 6 22 29 33 39 52 53 54 60 61 71 72 77 79 80 83 84 85 |
| Midibus (5)                    | |            |                                                      |
| 6 MercedesBenz Citaro K C2     | 237021 à 237025, 247031 | 2023, 2024 | 89 90                                                |

##### Transdev Citram Aquitaine
- Date de dernière mise à jour : 14 juin 2025.

| Modèles                                | Numéros                                         | Années                         | Affectations |
| -------------------------------------- | ----------------------------------------------- | ------------------------------ | ------------ |
| Standards (38)                         |                                                 |                                |              |
| 2 Irisbus Crossway LE                  | 6816 & 6821                                     | 2008 à 2012                    | 26 38 51 69  |
| 19 Iveco Bus Crossway LE City          | 6841, 6843 à 6860                               | 2014, 2016, 2019, 2020 et 2021 | 26 38 51 69  |
| 8 MAN Lion's City 12 G EfficientHybrid | B0001 B0002 B0003 B0004 B0005 B0006 B0007 B0008 | 2024                           | 65 75 76     |
| Minibus (2)                            |                                                 |                                |              |
| 4 Otokar Vectio C                      | 8700 à 8703                                     | 2017, 2024                     | 69           |

##### SARL Evadys
- Date de dernière mise à jour : 28 avril 2025.

| Modèles                       | Numéros             | Années     | Affectations     |  |
| ----------------------------- | ------------------- | ---------- | ---------------- |  |
| Minibus (9)                   |                     |            |                  |  |
| 1 Anadolu Isuzu Citibus       | 0972                | 2019       | 82 N2 N3 N5 N7   |  |
| 4 Anadolu Isuzu Citiport      | 0762 0763 0764 0765 | 2023       | 57 N1 N4 N6      |  |
| 4 Anadolu Isuzu Novociti Life | 0149 0528 0515 0236 | 2021, 2023 | 82 N2 N3 N5 N7   |  |
| 1 Rosero First FCLEI          | 0413                | 2022       | 82 Flex Artigues |  |
| Standards (1)                 |                     |            |                  |  |
| 1 Iveco Bus Urbanway 12 GNV   | 0962                | 2014       | 57 N1 N4 N6      |  |

##### Bordeaux River Cruise
Sous-traitant de la navette fluviale Batcub, cette compagnie se nommait initialement Gens d'Estuaire.
- Date de dernière mise à jour : 19 novembre 2016.

| Modèles      | Noms et numéros                                                 | Années     | Affectations |
| ------------ | --------------------------------------------------------------- | ---------- | ------------ |
| Bateaux (4)  |                                                                 |            |              |
| 4 Catamarans | L'Hirondelle (6901), La Gondole (6902), 6904, La Sitelle (6905) | 2013, 2024 | Bato         |
| 1 Bateau     | La Mouette (6903)                                               |            | Bato         |

### Dépôts
Keolis Bordeaux Métropole possède huit dépôts, trois pour le tramway et cinq pour les bus.

#### Dépôts tramway
Le dépôt de La Bastide est le plus ancien des trois dépôts du tramway bordelais. Il a ouvert en 2003. Ce dépôt accueille le remisage des rames de la ligne A (en majorité) mais aussi pour les deux autres lignes de tramway, ainsi que le poste de commandement centralisé du tramway (PCC). Ce dépôt dispose d'un atelier comportant neuf voies (dont trois sur fosse), d'une station service (aspirateur, remplisseur de sablières) comportant deux voies, et d'un remisage comprenant quatorze voies (dont sept couvertes). Il est situé au 100 rue Bouthier, dans le quartier de La Bastide (44° 51′ 02″ N, 0° 33′ 19″ O).
Le dépôt Achard est le second construit pour le tramway. Ouvert en 2008, il a été construit en prévision des extensions du tramway bordelais et accueille là aussi un atelier, une voie de station-service couverte (remplisseur de sablières et accès en toiture) et un remisage sur neuf voies, mais non couvertes, et d'un atelier carrosserie-peinture pour les tramways et autobus depuis septembre 2017. Il accueille depuis lors le remisage des rames de la ligne B. Il est situé au 66 rue Achard, dans le quartier de Bacalan. (44° 52′ 02″ N, 0° 32′ 49″ O).
Le dépôt de La Jallère est le troisième et dernier dépôt de tramway construit. Il accueille depuis son ouverture en 2015 le remisage des rames des ligne D et ligne C,. Il est situé rue Micheline-Ostermeyer, dans le quartier de Bordeaux-Lac (44° 53′ 53″ N, 0° 33′ 23″ O). Ce dépôt comprend (au 31 janvier 2018), deux voies d'accès, une voie pour la station service, cinq voies dans l'atelier de maintenance (la sixième étant prévue d'être équipée durant l'extension du dépôt) et sept voies de remisage. A plus long terme, ce dépôt sera aussi grand que le dépôt Bastide et des travaux d'extension des voies de remisage sont en cours depuis la fin d'année 2017.

#### Dépôts bus
Le Centre d'exploitation du Lac (CEL) est un dépôt s'étendant sur près de 55 000 m2 dont 21 000 m2 de remisage pouvant accueillir 234 bus et d'un atelier de maintenance et de réparation couvrant près de 4 300 m2 de surface. En outre, il est équipé pour le remisage de bus roulant au gaz naturel pour véhicules (GNV). Un atelier mécanique de près de 2 000 m2 a été mis en service en août 2016 et inauguré en novembre, afin de remplacer celui du dépôt de l'Allée des pins,. Il est situé au 14 rue Bougainville, dans le quartier de Bordeaux-Lac (44° 52′ 29″ N, 0° 33′ 41″ O).
Le dépôt de Lescure, construit dans les années 1930, est l'un des plus anciens dépôts de bus en activité. Avant d'accueillir les bus, ce fut un dépôt de tramway. Il a la particularité architecturale d'avoir une structure partiellement réalisée en briques chose peu courante à Bordeaux. En mars 2015, une partie de la halle métallique a du être fermée car jugée trop fragile et risquant de s'effondrer, obligeant à stationner ailleurs une soixantaine de véhicules et même à suspendre temporairement l'exploitation des lignes 20 et 87. Des travaux d'agrandissement sont prévus et ont débuté en 2016 par la démolition du bâtiment existant sur les terrains qui serviront à cet agrandissement ; la halle existante sera reconstruite à l'horizon 2022. Il est situé au 25 rue Commandant-Marchand, dans le quartier de Saint-Augustin - Tauzin - Alphonse Dupeux (44° 50′ 03″ N, 0° 36′ 02″ O).
Le dépôt de l'Allée des Pins, situé à l'ouest de Lescure est encore plus ancien que ce dernier et sa façade porte encore le logo de la compagnie française des tramways électriques et omnibus de Bordeaux (TEOB). Celui-ci est utilisé par le service mobibus, il devrait fermer vers 2022 lorsque la halle de Lescure sera reconstruite. Il est situé au 31 allée des Pins, dans le quartier de Saint-Augustin - Tauzin - Alphonse Dupeux (44° 50′ 06″ N, 0° 36′ 12″ O).
Un quatrième dépôt de bus, provisoire, voit le jour à côté du dépôt tramway de La Bastide. Baptisé Bastide-Niel, il sert depuis février 2017 au remisage d'une partie des bus de Lescure durant les travaux de restructuration de ce dernier (44° 50′ 57″ N, 0° 33′ 23″ O).
Un cinquième dépôt initialement temporaire est ouvert en mars 2022, appelé Jean Vaquier. Il permet le garage des Citelis 18 GNV affectés aux lignes 5 et 37 du réseau. Ce dépôt est fermé le week-end.

### Accidents
Les accidents restent rares et souvent spectaculaires et peuvent être causés par le non-respect du code de la route. On peut citer la collision entre un camion et un tramway en mai 2016 dans le campus universitaire ou l'accident mortel survenu le même mois entre un autobus et un scooter sur la route entre Cestas et Pessac, le conducteur de ce dernier étant mort sur le coup,. En mars 2017 une série d'accidents dont un mortel ont eu lieu.

### Sécurité
Des incivilités ou des agressions se produisent parfois sur les lignes de transport en commun bordelaises (comme une agression au couteau à une station de tramway à Talence en 2016).
Depuis le lundi 4 janvier 2021, à la suite des incivilités et violences survenus entre le 31 décembre 2020 et le 3 janvier 2021 dans le quartier des Aubiers à Bordeaux, ce terminus n'est plus desservi et est reporté à Place Ravezies.

### Le personnel d'exploitation
La branche bordelaise de Keolis, Keolis Bordeaux Métropole emploi 2 538 salariés au 1er mars 2021.

### Tarification et financement

#### Tarification

##### Tickets
Anciennement nommées « Tickartes », les titres de transport sans abonnement sont, depuis 2018, des tickets sans contact, rechargeable jusqu'à 10 fois. Ils sont valables dans tout le réseau TBM (hors V3), sans limite de distance mais péremption du support, échangeable dans ce cas. Ce système a été développé par Thales. Des bornes d'achat sont disponibles aux stations de tramway sauf à l'arrêt Place de la Bourse. Celles-ci sont également présentes place Gambetta et aux arrêts d'une des lignes de bus express : direction St Aubin Villepreux sur la ligne G. La vente de tickets se fait également en bureaux de tabac, presse et agences TBM.
Les valideurs BV 600 de Thales permettent la validation de son ticket via une carte de paiement sans contact, en passant cette dernière devant la machine. En outre, l'application pour smartphones, permet depuis 2019, d'acheter et de valider un ticket, grâce à la technologie BLE.
Les tarifs sont les suivants :
- 1 voyage : 1,90 € (2 € dans le bus)
- 2 voyages : 3,30 € (3,50 € dans le bus : pas de vente à bord dans les nouveaux bus des lignes bus express)
- 10 voyages : 15 €
- 10 voyages (tarif réduit/étudiant/scolaire) : 8,40 €

Les tickets de 1 à 3 jours :
- 24 heures : 6,50 €
- 48 heures : 11,00 €
- 72 heures : 13,50 €.

Les tickets à la semaine :
- 7 jours : 17 €.

Les Pass :
- Pass Soirée (validations illimitées de 19h à 7h le lendemain) : 3,00 €
- Pass Arena (Valable pour un aller-retour Bus/Tram) : 3,30 €
- Pass Stade (Valable pour un aller-retour Bus/Tram) : 3,30 €
- Pass congrès (groupe d'au moins 50 personnes) : 0,91 € par personne et par jour
- Parc-relais :
  - 1 à 5 personnes : 4,50 €
  - 1 personne (tarif réduit) : 3,00 €
  - 2 à 5 personnes (tarif réduit) : 4,00 €.
- Groupe (de 10 à 30 enfants - 6 accompagnateurs - pour deux voyages entre 8 h 30 et 16 h 45) : 32,00 €.

City Pass Tourisme:
- City Pass Bordeaux 24 heures (accès La Cité du Vin ; Les Bassins des Lumières ; Transports illimités (tram, bus, Bat) ;

15 musées et monuments ; 1 visite de la ville au choix (selon disponibilités)) : 35,00
- City Pass Bordeaux 48 heures (accès La Cité du Vin ; Les Bassins des Lumières ; Transports illimités (tram, bus, Bat) ;

15 musées et monuments ; 1 visite de la ville au choix (selon disponibilités)) : 45,00
- City Pass Bordeaux 72 heures (accès La Cité du Vin ; Les Bassins des Lumières ; Transports illimités (tram, bus, Bat) ;

15 musées et monuments ; 1 visite de la ville au choix (selon disponibilités)) : 52,00 €.
Il est possible de charger ces titres de transport sur une carte TBM vierge, pour pouvoir la recharger.
Les tickets au voyage (validations illimitées pendant 1 heure - notamment pour les correspondances):

##### Abonnements
Les abonnements sont à charger sur une carte TBM vierge, et permettent d'accéder à tout le réseau (parc-relais inclus, mais hors V3).
| Type d'abonnement | Pass Pitchoun (5 - 10 ans)     | Pass Jeune (11 - 27 ans)       | Le Pass (28 - 59 ans)          | Pass Sénior (60 ans et plus)   | Pass Salarié                                              |
| ----------------- | ------------------------------ | ------------------------------ | ------------------------------ | ------------------------------ | --------------------------------------------------------- |
| 7 jours           | 6,10 €                         | 9,90 €                         | 14,20 €                        | 10,80 €                        | 30,30 € ou 34,60 € par mois (selon le nombre de salariés) |
| Mensuel           | 17,80 €                        | 35,10 €                        | 52,80 €                        | 40,10 €                        | 30,30 € ou 34,60 € par mois (selon le nombre de salariés) |
| Annuel            | 146,40 € (ou 12,20 € par mois) | 249,60 € (ou 20,80 € par mois) | 532,80 € (ou 44,40 € par mois) | 384,00 € (ou 32,00 € par mois) | 30,30 € ou 34,60 € par mois (selon le nombre de salariés) |

Les voyages sont gratuits pour les moins de 5 ans, accompagnés.
Il existe également des abonnements à tarif réduit pour les demandeurs d'emploi, familles nombreuses, personnes handicapées, bénéficiaires de la CMU (devenu CSC) ou de l'AME, anciens combattants, demandeurs d'asile, militaires, etc.
Il est également possible de cumuler un abonnement TBM annuel avec un abonnement TER Nouvelle-Aquitaine, TransGironde ou Citiz, permettant une réduction par rapport au prix des deux abonnements séparés.
Depuis le 1er septembre 2021, avec Bordeaux Métropole, TBM permet d'obtenir une réduction de 30 % à 100 % en fonction du quotient familial de son foyer fiscal.
| Quotient familial       | Taux de réduction | Pass Pitchoun (5 - 10 ans) | Pass Jeune (11 - 27 ans) | Le Pass (28 - 59 ans) | Pass Sénior (60 ans et plus) |
| ----------------------- | ----------------- | -------------------------- | ------------------------ | --------------------- | ---------------------------- |
| Inférieur ou égal à 550 | 100 %             | 0 €                        | 0 €                      | 0 €                   | 0 €                          |
| Entre 551 et 610        | 50 %              | 8,8 €                      | 17,2 €                   | 25,2 €                | 19,7 €                       |
| Entre 611 et 942        | 30 %              | 12,3 €                     | 24,1 €                   | 35,2 €                | 27,5 €                       |
| Supérieur à 942         | Pas de réduction  | Pas de réduction           | Pas de réduction         | Pas de réduction      | Pas de réduction             |

L'abonnement peut être réalisé en point de vente TBM ou sur internet. Il donne accès à certains avantages/réductions sur les commerces bordelais (par exemple, sur le prix des places de cinéma).

#### Financement
En 2016, le financement du fonctionnement du réseau (entretien, matériel et charges de personnel) est assuré par l'exploitant Keolis Bordeaux Métropole. Cependant, les tarifs des billets et abonnements dont le montant est limité par décision politique ne couvrent pas les frais réels de transport. Le manque à gagner est compensé par l'autorité organisatrice, Bordeaux Métropole. Elle définit les conditions générales d'exploitation ainsi que la durée et la fréquence des services. L'équilibre financier du fonctionnement est assuré par une dotation globale annuelle à Keolis Bordeaux Métropole, notamment grâce au versement transport payé par les entreprises et aux contributions des collectivités publiques dont le taux est fixé à 2 % depuis le 1er janvier 2011, sauf sur la commune de Martignas-sur-Jalle où il est de 0,4 % depuis le 1er juillet 2013.

#### Fraudes
En 2016, l'opérateur constate une hausse de la fraude par rapport à l'année précédente. En conséquence, Keolis Bordeaux Métropole annonce en 2017 l'augmentation du nombre de contrôleurs et une hausse du montant des amendes.
L'amende pour fraude est de 72 € si le paiement est réalisé sous 72 heures, sinon elle passe à 122 € (dont 50 € de frais de dossier). Au-delà de 2 mois sans paiement, le dossier est transmis au Trésor Public, et l'amende passe alors à 180 €.
En cas de non validation de son abonnement mensuel ou annuel en cours de validité, une pénalité de 5 € est retenue.
L'amende pour incivilité est de 150 € si le paiement est réalisé sous 72 heures, sinon elle passe à 200 € (dont 50 € de frais de dossier). Au-delà de 2 mois sans paiement, le dossier est transmis au Trésor Public, et l'amende passe alors à 375 €.
Il est possible de régler son PV en ligne ou en agence TBM.

## Fréquentation
La fréquentation du réseau TBM est en augmentation continue et soutenue depuis la mise en service du tramway. Entre 2008 et 2018, le nombre de voyages effectués sur le réseau TBM a ainsi augmenté de 81 %.
| Année                                  | 2001    | 2002    | 2003    | 2004    | 2005    | 2006    | 2007    | 2008   | 2009   | 2010    |
| -------------------------------------- | ------- | ------- | ------- | ------- | ------- | ------- | ------- | ------ | ------ | ------- |
| Nombre de voyages annuel (en millions) | 61,691  | 57,426  | 54,747  | 59,129  | 68,776  | 75,370  | 84,607  | 91,291 | 94,476 | 102,680 |
| Année                                  | 2011    | 2012    | 2013    | 2014    | 2015    | 2016    | 2017    | 2018   | 2019   | 2020    |
| Nombre de voyages annuel (en millions) | 108,838 | 117,351 | 122,440 | 125,862 | 130,742 | 138,061 | 149,795 | 165,4  | 169,5  | 116     |
| Année                                  | 2021    | 2022    | 2023    | 2024    |         |         |         |        |        |         |
| Nombre de voyages annuel (en millions) | /       | 171     | 174     | /       |         |         |         |        |        |         |

En 2017, 64,6 % des voyages s'effectuaient en tramway, 35,2 % en bus et 0,2 % en Batcub.

### Conséquences de la pandémie de COVID-19
En 2020, à cause de la pandémie de COVID-19, la fréquentation du réseau est grandement affectée. En moyenne, sur l'année, il y a 55 % de baisse de fréquentation en semaine et 80 % à 90 % le week-end. Face à cette baisse de fréquentation, TBM ajuste les fréquence et horaires de ses services durant le premier confinement de 2020 :
- Fonctionnement de 6 h à 20 h 30.
- Fréquence de 20 minutes sur les lignes de trams (40 minutes sur les antennes).
- Arrêt du service Bat3 dès mars 2020[70].
- Fermeture des agences TBM.
- Fermeture de certains parc-relais.
- Réduction du prix de l'abonnement de 40 % pendant les mois de mars et avril.

Au moment du déconfinement, en mai 2020, l'offre augmente progressivement pour atteindre 65 % du trafic habituel pour les trams, et 80 % pour les bus. Le réseau de vélo V3, subit une forte augmentation des utilisations.
Lors des autres confinements de 2020 et 2021, le réseau s'adapte régulièrement pour suivre la fréquentation des trams et bus.
À compter du 24 juin 2021, la circulation redevient entièrement normale.